# ノーザンファームしがらき
ノーザンファームしがらきは、滋賀県甲賀市信楽町神山に所在するノーザンファーム傘下のトレーニングセンター（外厩）である。

## 概要
本州におけるノーザンファームの「東の拠点」であるノーザンファーム天栄（福島県天栄村）と並ぶ「西の拠点」である。栗東トレーニングセンターからは車で約30分の距離に所在し、約28ヘクタール（東京ドーム6個分）の敷地を有する。栗東よりも平均気温が約5度低く、過ごしやすい環境にある。
ニューポリトラックを使用した全長800mの直線坂路コースは高低差が39.7mあり、栗東トレセン（32m）を上回る。坂路ではセンサーで馬を自動で感知し、3台のカメラで追う体制が組まれており、その映像はスタッフの騎乗技術向上のためにも活用される。その他、全天候対応馬場タペタの周回コースなどの施設を活用しながら、競走馬のリフレッシュ、入厩前の調整を行っている。厩舎ごとに6人のスタッフが配置され、30頭を管理している。各厩舎にはウォーキングマシンが配置されている。
主に栗東所属のノーザンファーム関係馬が利用している。美浦の厩舎では堀宣行厩舎が外厩としてノーザンファームしがらきを利用していることで知られる。

## 歴史
2010年秋に開場。グリーンウッド・トレーニングからノーザンファーム関係馬・スタッフが移動した。さらに、ノーザンファームの各施設からスタッフが結集した。
開場翌年の2011年にはオルフェーヴルがクラシック三冠を達成。さらに翌年にはジェンティルドンナが牝馬三冠を制し、ノーザンファームしがらきの名声を高めた。

## 場長
- 松本康宏（2010年～）[5]

## 設備
- 12厩舎（370馬房）[注 1]
- 屋外800m直線坂路コース
- 屋外900m周回コース
- 角馬場2面